# Harold Grieve
Harold Grieve (1 de febrero de 1901 - 3 de noviembre de 1993) fue un director de cine, director artístico y diseñador de interiores.
Nacido en Los Ángeles, California, asistió a la Hollywood High School y luego estudió arte en la "Escuela de Ilustración y Pintura" dirigida por John Francis Smith en Los Ángeles. A principios de la década de 1920, Grieve empezó a trabajar en la industria del cine como escenógrafo y director artístico. Se convirtió en uno de los miembros fundadores de la Academia de las Artes y las Ciencias Cinematográficas y permaneció activo toda su vida en la biblioteca de registros históricos de la Academia.
A principios de la década de 1930, Grieve dejó de trabajar en un estudio cinematográfico para montar un negocio de diseño de interiores. En 1932 su esposa, la antigua estrella de la época del cine mudo Jetta Goudal, con la que se casó en 1930, se unió a él en el negocio. Entre otras cosas, diseñaron el interior de una casa de ensueño para el crooner Bing Crosby y el interior de Toujours Eblouissante, la finca de Palm Springs de la estrella de la ópera francesa Lily Pons que apareció en Architectural Digest. Además, Grieve realizó el interior de la famosa casa de muñecas de la actriz Colleen Moore que recorrió los Estados Unidos y que ahora puede verse expuesta en el Chicago's. Museo de Ciencia e Industria.
La esposa de Harold Grieve falleció en 1985 en Los Ángeles y él murió allí en 1993. Están enterrados juntos en una sala privada en el Gran Mausoleo, Santuario de los Ángeles, en el Forest Lawn Memorial Park Cemetery en Glendale, California.